# Deinacanthon
Deinacanthon Mez ( do grego "deinos" = terrível, medonho e "anthos" = flor ) é um género botânico pertencente à família Bromeliaceae, subfamília Bromelioideae.

## Espécie
O gênero é composto por uma única espécie conhecida:
- Deinacanthon urbanianum [(Mez) Mez]